# Ivanhoe (1958)
Ivanhoe is een op de historische roman Ivanhoe van Sir Walter Scott gebaseerde Brits-Amerikaanse televisieserie uit 1958 en speelt zich af in de twaalfde eeuw onder het bewind van Richard I van Engeland (1189-1199). Acteur Roger Moore is te zien in zijn eerste hoofdrol als Sir Wilfred of Ivanhoe.

## Cast
Behalve Moore bestaat de cast uit Robert Brown als zijn schildknaap Gurth en John Pike als diens zoon Bart. Overigens speelt Bart maar in zeven afleveringen mee: Freeing the Serfs, Slave Traders, Whipping Boy, German Knight, Ragan’s Forge, Brothers in Arms en The Widow of Woodcote.
De serie bestaat uit 39 zwart-witafleveringen van 30 minuten en is geproduceerd door Columbia. De afleveringen zijn opgenomen tussen het begin van 1957 en de zomer van 1958.

## Uitzending
De serie is voor het eerst uitgezonden van 5 januari 1958 tot 4 januari 1959.
In Nederland werd de serie voor het eerst uitgezonden door de KRO van 21 oktober 1961 tot 25 juli 1964. Daarna is de serie nog enkele keren herhaald. De laatste keer dat de serie op de Nederlandse televisie was, was in 1990. In dat jaar zond de KRO van 4 juni tot 24 september 17 afleveringen uit.

## Productie
De opnames voor de serie zijn voornamelijk gemaakt in de Elstree-studio en de Beaconsfield-studio. Op locatie is gefilmd in de velden rond het plaatsje Beaconsfield in het graafschap Buckinghamshire in Engeland. Omdat buitenopnames ook midden in de winter gemaakt moesten worden en in Engeland het landschap en de bomen dan kaal zijn, is ook gefilmd in Californië in de VS. Speciaal voor de buitenopnames werd een gigantisch middeleeuws kasteel van papier-maché vervaardigd. Aangezien het gevaarte was gebouwd op onstabiele grond, zakte het tijdens de opnameperiode steeds verder weg.
Roger Moore deed veel stunts zelf en raakte verschillende keren gewond. Hij werd onder andere getrapt door een paard, hij kreeg een snede in zijn hand door een slagzwaard, hij liep drie gebroken ribben op door de lans van een onvoorzichtige collega-acteur en hij werd zo hard met een strijdbijl op zijn helm geslagen dat hij buiten westen raakte. Ook viel een boom die omver werd getrokken om een weg te versperren, te laat naar beneden en miste op een haar na een groep ruiters.

## Verkrijgbaarheid
De 39 afleveringen van Ivanhoe zijn (nog) niet op dvd uitgebracht. Sony Pictures Television is de rechthebbende van de serie. Het is onbekend waarom Sony geen dvd-uitgever een licentie heeft verleend om de serie op dvd te publiceren.

## De 39 afleveringen
Tussen haakjes staan de originele uitzenddata vermeld.
1. Freeing the Serfs (5 januari 1958)
Sir Wilfred van Ivanhoe van Rotherwood keert terug van de kruistocht en bevrijdt de lijfeigenen Gurth en zijn zoon Bart. Hij is trouw aan koning Richard Leeuwenhart, die nog niet teruggekeerd is van de kruistocht. Prins John, de broer van koning Richard, wil zich tot koning laten kronen. Sir Cedric van Rotherwood, de vader van Ivanhoe, is koning Richard trouw en verzet zich hiertegen. Daarom wordt hij met zijn pupil lady Rowena gevangengenomen. Ivanhoe heeft een plan om ze samen met Gurth en Bart te bevrijden.
2. Slave Traders (12 januari 1958)
Er verdwijnen kinderen. Volgens geruchten is dit het werk van boze geesten. Bart stelt voor om ´s avonds naar het woud te gaan, zodat Ivanhoe en Gurth kunnen zien wie hem wil vangen. Onverhoopt wordt Bart ontvoerd. Ivanhoe vermoedt dat sir William achter de verdwijningen zit, maar heeft geen bewijzen. Daarom gaat hij vermomd als minstreel naar kasteel Bedford van sir William.
3. Wedding Cake (19 januari 1958)
Sir Waldermar, een gewetenloze edelman, dwingt lady Elaine om te trouwen met zijn neef jonker Oliver door haar vader, sir Patrick van Elesmere, op te sluiten in zijn kerker. Jonker Oliver wil tot ridder geslagen worden, maar Ivanhoe wil dit voorkomen omdat jonker Oliver een lafaard is.
4. Black Boar (19 januari 1958)
Om het leven van een jongen te redden doodt Ivanhoe een everzwijn op het land van sir William. Everzwijnen worden speciaal voor de koning gefokt en op stroperij staat de doodstraf. Sir William wil afrekenen met Ivanhoe en zet een val voor hem op.
5. Whipping Boy (2 februari 1958)
De mannen van sir Waldermar proberen een jongen te pakken te krijgen. Ivanhoe komt hem te hulp en hoort van hem dat Philip van Wexford geselknaap is in het kasteel van sir Waldermar. Ivanhoe gaat uitzoeken waarom sir Baldwin zijn kleinzoon Philip aan sir Walderman heeft gegeven.
6. The Witness (9 februari 1958)
Prins John en sir Gilbert weten dat koning Richard nog leeft, maar verkondigen dat hij dood is, zodat prins John zich tot koning kan laten kronen. Ze hebben een getuige: een matroos dat zegt hij gezien heeft hoe koning Richard verdronken is. Sir Rufus keert terug van de kruistocht en kan bewijzen dat koning Richard nog leeft. Daarom wordt hij gevangengenomen. Ivanhoe probeert hem te bevrijden.
7. German Knight (16 februari 1958)
Ralph is een lijfeigene die een jaar geleden ontsnapt is bij sir Waldermar. Een lijfeigene die niet binnen een jaar en een dag gepakt wordt, is vrij. Om Ralph te beschermen moet Ivanhoe een zware strijd leveren tegen Otto van de Rijn, een gevreesde ridder.
8. Face to Face (23 februari 1958)
Ivanhoe is in het noorden om het verzet tegen de hoge belastingen van sir Humphrey te steunen. Sir Humphrey wil dat Trumper de minstreel zich voordoet als Ivanhoe en van de kerk gaat stelen, zodat de mensen zich zullen afkeren van Ivanhoe en sir Humphrey zijn belastingen weer kan innen. Gurth gelooft niet dat Ivanhoe een kerkdief is en gaat op zoek naar de echte Ivanhoe.
9. Rinaldo (2 maart 1958)
Sir Robert van Thornston is tegen de hoge belastingen van prins John en jaagt diens rentmeester weg. Even later wordt rentmeester Dunstan vermoord met een dolk. Sir Robert wordt beschuldigd van de moord, maar Ivanhoe gelooft in zijn onschuld.
10. Lyman the Pieman (9 maart 1958)
Ivanhoe hoort van de pasteitjesverkoper Lyman dat Robert opgehangen zal worden op kasteel Belford van sir William. Robert wordt ervan beschuldigd dat hij een ezel en een kar van Lyman gestolen heeft. Omdat deze beschuldiging vals is, probeert Ivanhoe de terechtstelling te voorkomen.
11. The Escape (16 maart 1958)
Prins John wil zich laten kronen tot koning. Hij laat Ivanhoe en andere getrouwen van koning Richard opsluiten in zijn kerker. Ivanhoe weet middels een listigheid hulp in te roepen.
12. Ragan's Forge (23 maart 1958)
Danella gaat trouwen met de smid Ragan, maar Bruno, de zoon van sir William, wil ook met haar trouwen. Bruno laat Danella’s vader en Ragan in de kerker gooien om Danella te dwingen met hem te trouwen. Ivanhoe gaat verkleed als minstreel naar de bruiloft en probeert ze uit de kerker te bevrijden.
13. The Ransom (29 maart 1958)
Sir Guilbert houdt sir Gerald Thane van Thorbridge gevangen om hem trouw te laten zweren aan prins John. Edmund probeert zijn vader vrij te krijgen, maar dat mislukt. Ivanhoe heeft een plan om sir Gerald Thane te bevrijden.
14. The Prisoner in the Tower (5 april 1958)
Ivanhoe en zijn mannen zijn in een hinderlaag aangevallen. Daarbij is een markies dodelijk verwond. Sir Damon denkt dat Lord Malvern achter de aanval zit, omdat hij hem een teken zag geven. Damon wil trouwen met Eleanor, de pupil van Malvern, maar prins Jan wil dat Eleanor trouwt met graaf Palatine Beaumarchais. Daarom laat Malvern Damon gevangenzetten in een toren.
15. Murder at the Inn (12 april 1958)
De boosaardige lord Germaine valt tijdens een twistgesprek Edmund aan. Door zich te verdedigen vermoordt hij lord Germaine per ongeluk. De inwoners van het dorp Torbridge moeten honderd goudstaven betalen als de moordenaar niet gevonden wordt. Edmund geeft zichzelf aan en wordt veroordeeld tot de galg. Ivanhoe probeert de executie te voorkomen.
16. Brothers in Arms (14 juni 1958)
Vijf monniken die belastinggeld innen voor prins John, zijn verdwenen. Lord Abbott vraagt Ivanhoe om ze op te sporen. Ivanhoe gaat met Gurth op pad. Ze overnachten in een herberg. De waard en zijn vrouw blijken niet erg vriendelijk te zijn.
17. The Weavers (21 juni 1958)
De vrije wevers van het dorp Quincy worden aangevallen door zwarte rovers. Die willen van de vrije wevers horigen maken. Ivanhoe trekt eropuit om uit te zoeken wie die zwarte rovers zijn.
18. Counterfeit (6 juli 1958)
Graaf van Ashington vervoert een gouden schat voor koning Richard. De mannen van prins John proberen de schat te roven, maar Ivanhoe helpt graaf van Ashington om de aanval af te slaan. Als Ivanhoe en graaf van Ashington slapen, worden de gouden munten van de schat verwisseld tegen namaakmunten. Als Ivanhoe hierachter komt, gaat hij op zoek naar het echte goud.
19. The Widow of Woodcote (20 juli 1958)
Ivanhoe heeft verwondingen opgelopen tijdens een toernooi. Vijf mannen die zich hebben vermomd als ekster, overvallen hem en nemen de prijzen mee die hij op het toernooi gewonnen heeft. Hij gaat naar de weduwe van Woodcote om zich te laten verzorgen. Als hij weer hersteld is, gaat hij achter de vijf rovers aan om zijn prijzen terug te halen.
20. The Kidnapping (27 juli 1958)
Omdat prins Arthur, de toekomstige opvolger van koning Richard, wordt vastgehouden door prins John, roept Eleanor, de koningin-moeder, de hulp van Ivanhoe in. Ivanhoe probeert prins Arthur het land uit smokkelen. Onderweg wordt prins Arthur gekidnapt. Ivanhoe gaat dan op zoek naar hem.
21. Treasures from Cathay (10 augustus 1958)
Inwoners hebben hun dorp verlaten nadat ze een lichtgevende ster die zich snel door de lucht begeeft, hebben gezien. Ze denken dat dit het einde van de wereld betekent. Ivanhoe zegt dat ze terug moeten gaan naar hun dorp. Hij gaat uitzoeken wat die ster inhoudt.
22. By Hook or By Crook (17 augustus 1958)
Baron Courcey wil het dorp Maydale verwoesten voor een jachtveld. Er bestaat echter een oorkonde waarin koning Richard de vrijheid geeft aan Maydale. Ivanhoe probeert die oorkonde op te sporen.
23. The Double-Edged Sword (24 augustus 1958)
Baron Mauney zegt dat hij het beroemde zwaard van koning Arthur, Excalibur, in een meer heeft gevonden. Ivanhoe denkt dat het zwaard niet echt is en gaat op zoek naar de smid die het heeft nagemaakt.
24. Search For Gold (31 augustus 1958)
Een zeeman en kapitein Towler worden vermoord om een plattegrond te roven die leidt naar een schat van goud. Ivanhoe gaat op zoek naar de moordenaar en het goud.
25. The Masked Bandits (7 september 1958)
Als Ivanhoe en Gurth op weg zijn naar de bruiloft van lady Jane en sir Roger, horen ze een roep om hulp. De horige Tom Hedges wordt van zijn geld beroofd door gemaskerde ruiters. Dit had hij gespaard om zijn vrijheid te kopen. Ivanhoe en Gurth zetten een val op voor de gemaskerde ruiters.
26. Freelance (21 september 1958)
Huurling Simon wordt aangevallen door de mannen van sir Oliver omdat hij vanwege gewetensbezwaren het leger heeft verlaten. Ivanhoe is net op weg naar het kasteel van sir Aubrey en komt Simon te hulp. Simon gaat met Ivanhoe mee naar sir Aubrey. Onderweg wordt Ivanhoe gevangengenomen door de mannen van sir Oliver.
27. The Masons (28 september 1958)
De wachtmeester van lord Blackheath, maarschalk van prins John, bezoekt meester-metselaar William van Albion om hem te vragen een fort op Eaglestone Cliff te bouwen om koning Richard te beletten aan land te komen. Ivanhoe en Gurth willen de bouw van het fort tegenhouden.
28. Arms and the Woman (5 oktober 1958)
Sir Geoffrey van Bilton neemt Nigel gevangen en beschuldigt hem ervan die hij prins John wilde laten vermoorden. Sir Geoffrey hoopt dat sir Robert van Rainham zijn zoon Nigel komt bevrijden, zodat sir Ranulf met zijn strijdmacht Rainham, de sterkste veste van Yorkshire, kan innemen. Ivanhoe gaat naar Rainham om het kasteel te helpen verdedigen. Hij vraagt lady Ursula, de moeder van Nigel, om haar dienstmaagden mee te laten helpen om de vijand af te weren.
29. The Cattle Killers (19 oktober 1958)
Sir Rafe van kasteel Bartwield wordt ervan beschuldigd dat hij vee steelt en laat afslachten. Zijn vrouw, lady Violette, zegt dat haar man geen rover is en vraagt Ivanhoe om hulp. Ivanhoe realiseert zich dat elk verhaal twee kanten heeft.
30. The Gentle Jester (26 oktober 1958)
Sir Maverick ontvangt meerdere dreigbrieven na het overlijden van zijn hofnar. Hij vraagt Ivanhoe om hem te helpen een nieuwe hofnar te kiezen als een aantal mensen auditie doen. Dan verschijnt Liveo, die ook hofnar wil worden.
31. 3 Days to Worcester (9 november 1958)
Sir Roland is een van de trouwste en dapperste ridders van koning Richard. Hij zit in de kerker van kasteel Worcester en zal over drie dagen op het schavot sterven, tenzij Ivanhoe een document van de aartsbisschop van Westminster kan laten zien.
32. The Night Raiders (16 november 1958)
Drie zwarte ruiters terroriseren een dorp in de vallei van Kent. Ze vallen ook een oude boer aan en ontvoeren zijn kleindochter Marcia. Ivanhoe hoort haar gillen en zet de achtervolging in.
33. The Raven (23 november 1958)
Als Ivanhoe en Gurth zitten te eten in de taverne Tunford, verschijnt er een raaf. De herbergier denkt dat de raaf onheil voorspelt. De mannen van sir Murdock komen de taverne binnen. Ze zijn op zoek naar Will de Simpele, die weggelopen is. Ze overmeesteren Ivanhoe en Gurth en nemen hen mee naar het kasteel van sir Murdock. Daar doen zich allerlei mysterieuze gebeurtenissen voor.
34. The Monk (30 november 1958)
35. The Swindler (7 december 1958)
Peter de Venter haalt Gurth over zijn geld in te wisselen voor goudstaven. Ivanhoe test een goudstaaf en ziet dat het namaakgoud is. Gurth en Ivanhoe gaan op zoek naar Peter de Venter. Als ze hem vinden, staat hun een verrassing te wachten.
36. The Princess (14 december 1958)
Prins John houdt al vijf jaar prinses Deirdre gevangen in het kasteel van lord Blackheath. Hij wil zo de trouw van haar vader afdwingen. Brian Boy O’Neil vraagt Ivanhoe om haar te bevrijden.
37. The Fledgling (21 december 1958)
38. The Circus (28 december 1958)
Minstreel Dick O’Devon bezingt koning Richard. Hij en Ivanhoe worden gearresteerd door sir Mark wegens hoogverraad. Ze worden in een kerker gegooid. Prins John wil ze laten berechten. Een tweekamp tussen sir Mark en Ivanhoe moet uitmaken wat de waarheid is.
39. The Devil's Dungeon (4 januari 1959)
Een konvooi vervoert goud, dat losgeld is voor koning Richard. Het wordt door de krijgsmannen van baron Courcey geroofd. Baron Courcey heeft ook sir Robert van Alstyne aangevallen en bezit genomen van zijn kasteel. Daar heeft hij het goud verstopt. In Alstyne bevindt zich de duivelskerker. Ivanhoe vermoedt dat daar het geld ligt. Samen met Gurth en sir Robert gaat Ivanhoe naar Alstyne. Daar aangekomen worden Ivanhoe en Gurth overmeesterd en in de duivelskerker gegooid.